# Réaliser les objectifs
Réaliser les objectifs (en espagnol : Realizando Metas ; abrégé en RM) est un parti politique panaméen reconnu par le Tribunal électoral, le 24 mars 2021. Son principal dirigeant et président du parti est l'homme politique et ancien président de la République Ricardo Martinelli. Il est le troisième plus grand parti du pays avec 258 840 adhérents.

## Histoire

### Contexte et fondation
Réaliser les objectifs est né d'une scission de Changement démocratique (CD) à la suite de la prise de direction de ce parti par Rómulo Roux après l'arrestation de l'ancien président de la République Ricardo Martinelli pour une affaire d'écoutes illégales au cours de son mandat entre 2009 à 2014. Après l'acquittement de ses accusations en août 2019, Martinelli demande le renouvellement de la direction du CD, mais sa demande est rejetée. Une faction dirigée par Martinelli décide alors en février 2020, de démissionner du CD et de créer leur propre parti,.
Le parti souhaite initialement se présenter sous le nom de « Parti Martineliste», mais cette demande est rejeté par les normes électorales qui interdisent de nommer un parti avec le nom d'une personne vivante. Plusieurs propositions sont retenues en utilisant les initiales RM de l'ancien président Martinelli, le choix de « Réaliser les objectifs » (Realizando Metas) est le plus accepté. Après avoir recueilli les signatures nécessaires et tenu sa convention constitutive, le parti est officiellement reconnu par les autorités électorales le 24 mars 2021.

### Élections générales de 2024
Les primaires pour l'élection présidentielle de 2024 ont lieu le 4 juin 2023 à l'issue desquelles Martinelli sort vainqueur sans opposition majeure. Les primaires pour les élections législatives et municipales ont lieu le 2 juillet. Le 5 septembre 2023, une coalition électorale est officialisée avec le Parti de l'Alliance sous l'appellation « Alliance pour sauver le Panama » avec Martinelli comme candidat à la présidence.
Cependant la campagne du parti est marquée par la condamnation de Martinelli en juillet 2023 à dix ans de prison pour blanchiment d'argent. Sa condamnation étant assortie d'une peine d'inéligibilité, il est contraint de se retirer au profit de son colistier, José Raúl Mulino, avant de trouver refuge dans l'ambassade nicaraguayenne qui lui offre l'asile politique,,. Devenu favori des sondages, Mulino fait notamment campagne en promettant de fermer la région du Darién au passage des migrants d'Amérique du Sud en route vers les États-Unis.
Comme attendu, le 5 mai 2024 Mulino remporte le scrutin présidentiel avec plus de 34% des voix et devient le nouveau président de la république du Panama à partir du 1er juillet,. Bien qu'arrivé en tête, le parti échoue cependant à remporter une majorité absolue à l'Assemblée nationale, il ne dispose avec son allié du Parti de l'Alliance, que de 15 sièges sur 71.

## Résultats électoraux

### Élections présidentielles
| Année | Candidat         | Colistier | Voix    | %     | Résultat |
| ----- | ---------------- | --------- | ------- | ----- | -------- |
| 2024  | José Raúl Mulino | Aucun     | 668 527 | 29,39 | Élu      |

### Élections législatives
| Année | Voix    | %     | Sièges  | +/– |
| ----- | ------- | ----- | ------- | --- |
| 2024  | 367 378 | 17,17 | 13 / 71 | Nv  |